# Oxana Corso
Oxana Corso (San Pietroburgo, 9 luglio 1995) è un'atleta paralimpica italiana, specializzata nella velocità.
Ha partecipato alle Paralimpiadi di Londra 2012, vincendo due medaglie d'argento, 100 e 200 metri categoria T35.
Durante i campionati italiani open, tenutesi a Grosseto (11-12 maggio 2013), stabilisce il nuovo record del mondo sui 400 metri categoria T35 (1'22"37), il precedente record (1'38"65) era stato stabilito dall'argentina Munoz Perla Amanda nel 2000.
Il 22 luglio del 2013 al campionato del mondo di atletica della IPC stabilisce il nuovo record del mondo per la categoria T35 nei 100 m (15"63) un centesimo più veloce del record, che durava dal 2005, della cinese Liu Ping, campionessa paralimpica che l'aveva preceduta a Londra, giunta terza dietro la canadese McLachlan.
Dal 1º febbraio 2014 Oxana entra ufficialmente nel gruppo sportivo delle Fiamme Gialle, lasciando la US ACLI III Millennio con cui aveva mosso i primi passi.

## Biografia
(Oxana)
Oxana vive in Italia con mamma Angela, papà Piero e Olga, la sorella minore di due anni, arrivata con lei dalla Russia. Prima di allora la casa di Oxana e Olga era l'orfanatrofio numero 5 di San Pietroburgo. Fu lì che nel settembre 1998 Angela e Piero conobbero le loro figlie.
Ed è grazie ad una mediatrice di nome Tatiana che Oxana e la sorella sono arrivate in Italia. Lei assistette la coppia nelle pratiche, gli fece da interprete e gli parlò della possibile adozione di Olga, una bambina di sette mesi che stava in orfanotrofio a San Pietroburgo. Così, andarono a conoscerla. Nello stesso periodo c'era lì una coppia che avrebbe dovuto adottare Oxana, la sorella naturale di Olga. Oxana aveva due anni e sette mesi, aveva trascorso due anni in ospedale per un problema al piede destro. L'accoppiamento con la coppia precedente però andò male. I coniugi Corso lo vennero a sapere e diedero subito la loro disponibilità ad adottare entrambe le sorelle.
La scintilla, già scattata con la piccola Olga, si ripeté anche per Oxana. "Quando la vidi nel corridoio dell'orfanotrofio, Oxana si girò e mi disse: Papi e da quel momento nessuno avrebbe potuto più togliermi mia figlia".
In Italia il problema di Oxana si rivelò più grave di quanto fosse stato detto alla famiglia. "Alla prima visita in Italia il professor Pierro ci spiegò che era quello di Oxana era un problema serio, si trattava di una cerebrolesione. Oxana fu operata tre volte in sette mesi, portò il tutore per anni. Ma non si è mai abbattuta".
Frequenta il liceo socio-psicopedagogico, e da grande, a parte correre, vorrebbe fare la criminologa, passione nata guardando serie televisive che l'hanno convinta che le indagini fanno per lei.
È una ragazza piena di interessi per il cinema, la musica, la lettura, tifosa della S.S. Lazio. Romantica dalla testa ai piedi, il suo colore preferito è il "rosso", colore della passione e dell'amore.
Nel 2016 partecipa alle Paralimpiadi di Rio de Janeiro conquistando un 5º posto suo 100 metri e la 4ª posizione sui 200 metri.
Dopo la partecipazione alle Paralimpiadi del 2016, un grave infortunio e un intervento al piede sinistro la tengono lontana dalla pista di atletica per più di un anno, saltando così la partecipazione ai Campionati del Mondo di Londra 2017.
Nel 2018, tra mille difficoltà, ritorna per la prima volta in pista partecipando al Gran Prix tenutosi a Rieti. Nello stesso anno riesce ad agguantare la convocazione ai Campionati Europei di Berlino, riuscendo a conquistare insieme ai suoi compagni di staffetta , una medaglia di Bronzo nella 4x100 Universal Realy, una staffetta universale sperimentale che comprende atleti di diverse categorie.
Oxana torna a vincere in una gara individuale nel 2019 ai Mondiali paralimpici di Atletica leggera di Dubai, infatti è suo l'argento dei 100 metri T35 tagliando in traguardo con la migliore prestazione stagionale di 15''42. Nella stessa competizione Mondiale, si ripete agguantando la medaglia di bronzo nella finale dei 200 metri T35 con il tempo di 33”25, un centesimo soltanto davanti all'olandese Nienke Timmer.
Nel 2021 ha preso parte ai Giochi paralimpici di Tokyo, dove si è classificata ottava nei 100 metri piani T35 e nei 200 metri piani T35.
(Oxana)
(Oxana)

## Migliori prestazioni

### Outdoor
| Gara | Categoria | Prestazione | Luogo    | Data      | Info             |
| ---- | --------- | ----------- | -------- | --------- | ---------------- |
| 100m | T35       | 14"91       | Grosseto | 10-4-2016 | Record europeo   |
| 200m | T35       | 31"67       | Grosseto | 09-4-2016 | Record europeo   |
| 400m | T35       | 1'14"69     | Rieti    | 8-5-2016  | Record mondiale  |
| 100m | T37       | 15"73       | Roma     | 31-5-2012 | Record nazionale |
| 200m | T37       | 33"19       | Grosseto | 21-5-2013 | Record nazionale |
| 400m | T37       | 1'17"93     | Terni    | 9-6-2012  | Record nazionale |

### Indoor
| Gara | Categoria | Prestazione | Luogo  | Data      | Info             |
| ---- | --------- | ----------- | ------ | --------- | ---------------- |
| 60m  | T35       | 9"52        | Roma   | 31-1-2016 | Record nazionale |
| 200m | T35       | 34"14       | Ancona | 24-3-2019 | Record nazionale |
| 400m | T35       | 1'18"46     | Ancona | 21-3-2015 | Record nazionale |
| 60m  | T37       | 10"07       | Ancona | 17-3-2012 | Record nazionale |
| 200m | T37       | 34"09       | Ancona | 18-3-2012 | Record nazionale |
| 400m | T37       | 1'27"57     | Ancona | 17-3-2012 | Record nazionale |
| 800m | T37       | 3'33"54     | Ancona | 13-3-2011 | Record nazionale |

## Palmarès
| Anno | Manifestazione       | Sede           | Evento              | Risultato | Prestazione | Note                                     |
| ---- | -------------------- | -------------- | ------------------- | --------- | ----------- | ---------------------------------------- |
| 2012 | Europei paralimpici  | Stadskanaal    | 100 m piani T35     | Oro       | 16"07       | Record europeo                           |
| 2012 | Europei paralimpici  | Stadskanaal    | 200 m piani T35     | Oro       | 33"78       | Record europeo                           |
| 2012 | Giochi paralimpici   | Londra         | 100 m piani T35     | Argento   | 15"94       | Record europeo                           |
| 2012 | Giochi paralimpici   | Londra         | 200 m piani T35     | Argento   | 33"68       | Record europeo                           |
| 2013 | Mondiali paralimpici | Lione          | 100 m piani T35     | Oro       | 15"63       | Record mondiale                          |
| 2013 | Mondiali paralimpici | Lione          | 200 m piani T35     | Oro       | 33"42       |                                          |
| 2014 | Europei paralimpici  | Swansea        | 100 m piani T35     | Argento   | 16"51       |                                          |
| 2014 | Europei paralimpici  | Swansea        | 200 m piani T35     | Argento   | 34"37       |                                          |
| 2015 | Mondiali paralimpici | Doha           | 100 m piani T35     | 4ª        | 15"14       |                                          |
| 2015 | Mondiali paralimpici | Doha           | 200 m piani T35     | Bronzo    | 32"20       |                                          |
| 2016 | Europei paralimpici  | Grosseto       | 100 m piani T35     | Argento   | 15"28       |                                          |
| 2016 | Europei paralimpici  | Grosseto       | 200 m piani T35     | Argento   | 33"09       |                                          |
| 2016 | Giochi paralimpici   | Rio de Janeiro | 100 m piani T35     | 5ª        | 15"67       |                                          |
| 2016 | Giochi paralimpici   | Rio de Janeiro | 200 m piani T35     | 4ª        | 32"68       |                                          |
| 2018 | Europei paralimpici  | Berlino        | 100 m piani T35     | 5ª        | 16"60       |                                          |
| 2018 | Europei paralimpici  | Berlino        | 4×100 m             | Bronzo    | 54"39       |                                          |
| 2019 | Mondiali paralimpici | Dubai          | 100 m piani T35     | Argento   | 15"42       |                                          |
| 2019 | Mondiali paralimpici | Dubai          | 200 m piani T35     | Bronzo    | 33"25       |                                          |
| 2021 | Giochi paralimpici   | Tokyo          | 100 m piani T35     | 8ª        | 15"68       | Miglior prestazione personale stagionale |
| 2021 | Giochi paralimpici   | Tokyo          | 200 metri piani T35 | 8ª        | 33"13       | Miglior prestazione personale stagionale |

## Riconoscimenti
- Premio categoria Giovani Donne Italian Sportrait Awards (2012, 2013)[5]
- Premio Donna Sport 2014, Panathlon International Club di Roma, 25 marzo 2015